# Bellamya rubicunda
Bellamya rubicunda е вид охлюв от семейство Viviparidae. Видът е почти застрашен от изчезване.

## Разпространение
Разпространен е в Демократична република Конго и Уганда.